# Nichtverfügbarkeit
Die Nichtverfügbarkeit ist eine Zuverlässigkeitskenngröße und kommt im Zuverlässigkeitsmodell – beispielsweise dem Fehlerbaum – für sogenannte stand-by-Komponenten zur Anwendung. Dabei zählen zu den stand-by-Komponenten z. B. der Notstromdiesel bei Stromausfall, der Brandmelder und die Feuerlöschpumpe im Brandfall. Im Anforderungsfall soll die Komponente in Funktion treten, die dann entweder verfügbar oder nicht verfügbar ist.
Beispiele der Nichtverfügbarkeitsgrößen technischer Komponenten nach:
- Automatischer Brandmelder: {\displaystyle 3{,}5\cdot {10}^{-5}} bis {\displaystyle 1{,}3\cdot {10}^{-3}}
- Stationäre Feuerlöschpumpe: {\displaystyle 8{,}5\cdot {10}^{-4}} bis {\displaystyle 3{,}5\cdot {10}^{-2}}

Die Nichtverfügbarkeit ist das Komplement zur Verfügbarkeit.
Beide Größen werden als qualitative wie auch quantitative Eigenschaften einer Komponente definiert:
Nichtverfügbarkeit: „Fähigkeit bzw. Wahrscheinlichkeit, eine Einheit zu einem vorgegebenen Zeitpunkt in einem nicht-funktionsfähigen Zustand anzutreffen.“
Die Verknüpfung der Wahrscheinlichkeitsgrößen von Verfügbarkeit (v) und  Nichtverfügbarkeit (n) ergibt sich aus folgender Gleichung: 
{\displaystyle v=1-n}